# Clásico del fútbol paraguayo
El Clásico (o Superclásico) del fútbol paraguayo es el nombre que recibe el enfrentamiento futbolístico entre las escuadras más laureadas y con mayor base de seguidores en el país (en orden alfabético): Cerro Porteño y Olimpia, ambas instituciones con sede en Asunción, Paraguay. El primer enfrentamiento, datado en 1913, se considera que terminó con un empate de 2-2. Sin embargo, hay discrepancias en cuanto a este resultado histórico. Algunos expertos, como el periodista e historiador del fútbol paraguayo Miguel Ángel Bestard  y Andrés Riquelme del diario Última Hora, sostienen que en realidad fue un triunfo de 3-1 a favor de Cerro Porteño. Por su parte, el organismo mundial de estadísticas deportivas, Rec.Sport.Soccer Statistics Foundation (RSSSF), registra el empate 2-2, pero reconoce que existen fuentes que mencionan el resultado de 3-1.
Dado que la Primera División de Paraguay ha sido catalogada en varias ocasiones como una de las diez mejores ligas por la FIFA, su clásico más importante puede ser considerado como uno de los clásicos de fútbol más significativos a nivel mundial. De manera específica, la FIFA lo reconoce como uno de los clásicos más tradicionales de Sudamérica, protagonizado por dos de los clubes más emblemáticos a nivel mundial y los de mayor popularidad en Paraguay.

## Estadísticas

### Todos los enfrentamientos
En términos de enfrentamientos por competiciones oficiales hasta 2025, las estadísticas tanto de la FIFA como de varios periodistas deportivos muestran una supremacía de Olimpia. En enfrentamientos de liga ,van empatados con 113 victorias para cada uno; en copas nacionales, competiciones internacionales o clasificatorios a estas , Olimpia saca diferencia a su favor, quedando el historial de partidos oficiales con 130 de victorias de Olimpia frente a 124 victorias de Cerro Porteño. Si se considera el total general de partidos (sumando encuentros oficiales y amistosos), la supremacia de Olimpia se ve aún más acentuada quedando el historial general con 165 victorias de Olimpia frente a 155 victorias de Cerro Porteño.
Es importante aclarar que debido a la falta de acuerdo en cuanto a todos los resultados del campeonato oficial de la APF (Asociación Paraguaya de Fútbol), la tabla en este artículo se basa principalmente en los datos proporcionados por fuentes oficiales, como la FIFA, y las estadísticas de la RSSSF, que han sido actualizadas hasta la fecha del último partido con varias fuentes adicionales, como publicaciones de diarios de Asunción, todas ellas coincidentes entre sí. Por esta razón, las sumatorias pueden diferir de los datos publicados por algunos periodistas en sus respectivos medios.
- Actualizado al último partido jugado del 3 de mayo de 2025 por la fecha 17 del Torneo Apertura.

| Torneo                                              | Partidos | Victorias Cerro P. | Empates | Victorias Olimpia | Goles Cerro P. | Goles Olimpia |
| --------------------------------------------------- | -------- | ------------------ | ------- | ----------------- | -------------- | ------------- |
| Primera División de Paraguay (1913-presente)        | 328      | 113                | 102     | 113               | 413            | 423           |
| Copa Libertadores de América (1969-2022)            | 34       | 9                  | 13      | 12                | 39             | 44            |
| Clasificatorios a copas internacionales (1976-2004) | 5        | 2                  | 0       | 3                 | 6              | 8             |
| Torneo República (1992)                             | 2        | 0                  | 1       | 1                 | 1              | 2             |
| Supercopa Paraguay (2021)                           | 1        | 0                  | 0       | 1                 | 1              | 3             |
|                                                     |          |                    |         |                   |                |               |
| Total de partidos oficiales                         | 370      | 124                | 116     | 130               | 460            | 480           |
| Amistosos                                           | 89       | 31                 | 24      | 35                | 170            | 174           |
| Total de partidos en la historia                    | 458      | 154                | 140     | 165               | 630            | 654           |

## Partidos que definieron un título
Desde 1913 se han animado más de 400 partidos de casi todos los niveles de importancia y atracción. Desde partidos amistosos hasta finales de campeonatos, pasando por partidos de liga sin relevancia en la pelea por el título o la permanencia o hasta cuartos de final de Copa Libertadores. En lo que hace a partidos por el título,fueron dieciséis las ocasiones en las cuales Cerro Porteño y Olimpia tuvieron la posibilidad de sumar una estrella a su palmarés frente al tradicional rival por medio de una definición a doble partido, partido único o en la última jornada regular del campeonato de Primera División u otros torneos oficiales del futbol paraguayo. Nueve veces salió victorioso Olimpia y siete veces Cerro Porteño
A continuación el detalle de todas las definiciones de títulos absolutos u oficiales entre los clásicos rivales:
Campeonato Paraguayo 1914. Partidos extra
Olimpia 1-1 Cerro Porteño 
Olimpia 2-2 Cerro Porteño 
Olimpia 3-2 Cerro Porteño
Olimpia Campeón
Campeonato Paraguayo 1915. Partidos a extra doble partido
Olimpia 1-1 Cerro Porteño 
Cerro Porteño 7-4 Olimpia (3-3 en los 90 minutos)
Cerro Porteño Campeón
Campeonato Paraguayo 1961.Triangular Final en que también estuvo Sportivo Luqueño
Olimpia 1-1 Cerro Porteño 
Cerro Porteño 4-0 Olimpia
Cerro Porteño Campeón
Campeonato Paraguayo 1972. Última jornada y empatados en puntos
Cerro Porteño 3-1 Olimpia
Cerro Porteño Campeón
Campeonato Paraguayo 1973. Última jornada y Cerro Porteño con un punto de ventaja
Cerro Porteño 1-0 Olimpia
Cerro Porteño Campeón
Campeonato Paraguayo 1974. Última jornada y Cerro Porteño con un punto encima
Cerro Porteño 2-1 Olimpia
Cerro Porteño Campeón
Campeonato Paraguayo 1980. Definición a doble partido
Cerro Porteño 0-0 Olimpia
Olimpia 2-0 Cerro Porteño
Olimpia Campeón
Torneo República 1992. Definición a doble partido
Cerro Porteño 1-1 Olimpia
Olimpia 1-0 Cerro Porteño
Olimpia Campeón
Campeonato Paraguayo 1994. Definición a doble partido
Cerro Porteño 1-1 Olimpia
Olimpia 0(3)-0(4) Cerro Porteño
Cerro Porteño Campeón
Campeonato Paraguayo 1995. Definición a doble partido
Olimpia 2-1 Cerro Porteño
Cerro Porteño 1(7)-0(8) Olimpia
Olimpia Campeón
Campeonato Paraguayo 1997. Definición a doble partido
Olimpia 1-0 Cerro Porteño
Cerro Porteño 1-1 Olimpia
Olimpia Campeón
Campeonato Paraguayo 1998. Definición a doble partido
Cerro Porteño 2-2 Olimpia
Olimpia 3-1 Cerro Porteño
Olimpia Campeón
Campeonato Paraguayo 1999. Definición a doble partido
Olimpia 1-0 Cerro Porteño
Cerro Porteño 2-3 Olimpia
Olimpia Campeón
Torneo Apertura 2012. Última jornada y Olimpia a un punto de ventaja
Olimpia 1-2 Cerro Porteño
Cerro Porteño Campeón
Torneo Clausura 2015. Finalísima - Partido extra
Olimpia 2-1 Cerro Porteño
Olimpia Campeón
Supercopa Paraguay 2021. Partido Único
Cerro Porteño 1-3 Olimpia
Olimpia Campeón
Obs.: en 1998 Cerro Porteño se alzó con el Torneo Clausura venciendo en la definición a Olimpia, pero en aquel momento los torneos Apertura y Clausura no eran considerados campeonatos independientes sino que eran etapas o fases de un Campeonato Absoluto Anual. Por su parte, el cuadro franjeado se impuso ante el azulgrana en la final del Torneo República 1972, competición que comenzaría a ser considerada oficial desde la edición de 1976

## Copa Libertadores y otras
El primer superclásico paraguayo en el ámbito internacional se disputó el 31 de enero de 1969 (En la primera fecha del Grupo 3 de la Copa Libertadores 1969, 10ª edición de la misma, 4.ª participación de Cerro y 5.ª de Olimpia), a la cual llegaron como campeón (Cerro) y subcampeón (Olimpia) de 1968. El juego lo ganó el ciclón por 4-1, la cual constituyó su mayor victoria ante Olimpia en torneos internacionales. El segundo juego internacional de ese año lo volvió a ganar Cerro jugando como visitante.
En esta Copa se han enfrentado un total de 34 veces entre 1969 y 2022. Olimpia ganó 12, Cerro 9 y empataron 13, el franjeado convirtió 44 goles y el azulgrana 39. Además, Olimpia tiene el resultado más abultado a su favor, con su triunfo de 5 a 1 ocurrido el 25 de febrero de 1998 en el juego de la primera  fecha  del Grupo 3 de la Copa Libertadores de ese año. El partido con más goles fue el juego disputado el 24 de febrero de 1999 de la jornada 1 del Grupo 3 de la Copa Libertadores de esa temporada  1999 que ganó Cerro Porteño por 4 a 3 en una emocionante definición oficiando como local.
Los últimos partidos entre Cerro Porteño y Olimpia en Copa Libertadores fue el empate 0-0 en la fecha 1 del Grupo G de la Copa Copa Libertadores 2022 jugado el 5 de abril de 2022 y la victoria decana 1-0 el 25/05/2022 de la jornada 6 del Grupo.
En dos ediciones debieron eliminarse mutuamente en fases finales. La primera en 1991, cuando por los cuartos de final Cerro como local ganó 1 a 0 el duelo de ida disputado el 2 de mayo y Olimpia goleó 3 a 0 en la vuelta encuentro disputado el 8 de mayo, pasando a semifinales  el equipo franjeado. La segunda fue en 1993, nuevamente se cruzaron en cuartos de final, esta vez empataron primero 1-1 el 21 de abril con Olimpia oficiando de local y luego 0-0, en la vuelta disputado el 28 de abril clasificando El Ciclón por penales ganando 4-2.
En cuanto al número de participaciones, la cantidad es similar, pues en 2025 ambos jugarán la Copa por ocasión número 46, habiendo obtenido Olimpia el campeonato 3 veces, además de disputar la final en otras 4 oportunidades, mientras tanto el mejor resultado para Cerro Porteño ha sido alcanzar la semifinal 6 veces.
Difieren bastante en participación en la Copa Sudamericana, con 8 ediciones jugadas por el Franjeado y 12 por el Ciclón. Nunca se han enfrentado en este torneo, siendo las posiciones más elevadas obtenidas haber llegado a semifinales (Cerro P.: 2009 y 2016) y a octavos de final (Olimpia: 2011, 2015 y 2022).
En la Copa Mercosur tampoco llegaron a enfrentarse entre sí, a pesar de haber participado ambos en las cuatro ediciones. Sus mejores campañas fueron la semifinal de Olimpia en 1998 y los cuartos de final de Cerro en el 2001.
La Copa Conmebol, por su parte, tuvo a Olimpia como finalista en su única participación, la primera edición de 1992. Cerro Porteño no jugó este torneo, pues clasificó a todas las Libertadores de su época (1992-1999).
Otras competiciones de Conmebol en las que no llegaron a cruzarse son la extinta Supercopa Sudamericana y la vigente Recopa Sudamericana, esto debido a que esas competencias fueron creadas solo para enfrentar a campeones continentales.
Desde la incursión de Cerro Porteño en primera división en 1913, se han animado superclásicos ligueros en todas las temporadas del fútbol paraguayo. Fueron 108 temporadas hasta 2024, en 40 temporadas Cerro tuvo saldo positivo en estos duelos, en 38 temporadas el saldo fue favorable a Olimpia y en otras 30 no se sacaron ventaja. Además, desde la aparición del azulgrana, se han disputado 125 ediciones del campeonato de primera división (dos por año desde 2008); Cerro Porteño tuvo mejor desempeño que el decano en 58 ediciones (incluyendo sus 34 consagraciones), mientras que Olimpia fue mejor que el ciclón en 67 campeonatos, de los cuales fue campeón en 46. En cuanto a la Copa Libertadores, el franjeado supera ampliamente al azulgrana en el palmarés, sin embargo, de las 65 ediciones disputadas hasta 2024, Cerro Porteño tuvo un mejor desempeño que Olimpia en 34 ediciones; la franja negra fue mejor que el ciclón en 28 ediciones y en 3 ocasiones ninguno participó.

#### Jugador récord
El jugador que marcó presencia en más clásicos de la Copa Libertadores es Ever Hugo Almeida, arquero de Olimpia; pues jugó para su club en dieciséis ediciones entre 1973 y 1990. En dicho período se disputaron clásicos en los años 1973 (debutó con derrota de 4-2), 1974, 1975, 1981, 1988 y 1990. Almeida es también el jugador con más partidos disputados en la historia de la Copa Libertadores, con un total de 113. Es además el jugador que más superclásicos del fútbol paraguayo ha jugado contabilizando también los juegos por liga y clasificatorios a Copa

#### Partido más concurrido
49.895 personas en 17 de abril de 1983, Cerro 2 a 1.

## Palmarés
A continuación se expone una tabla comparativa de competiciones nacionales e internacionales oficiales ganadas por ambos clubes. No se cuentan competiciones de carácter amistoso.
| Competición                      | Títulos de Cerro Porteño | Títulos de Olimpia |
| -------------------------------- | ------------------------ | ------------------ |
| Primera División                 | 34                       | 47                 |
| Copa Paraguay                    | 0                        | 1                  |
| Copa República                   | 3                        | 2                  |
| Supercopa Paraguay               | 0                        | 1                  |
| Total de títulos nacionales      | 37                       | 51                 |
| Copa Intercontinental            | 0                        | 1                  |
| Copa Interamericana              | 0                        | 1                  |
| Copa Libertadores                | 0                        | 3                  |
| Recopa Sudamericana              | 0                        | 2                  |
| Supercopa Sudamericana           | 0                        | 1                  |
| Total de títulos internacionales | 0                        | 8                  |
| Total de títulos oficiales       | 37                       | 59                 |

Datos actualizados a la obtención del último título por parte de alguno de los equipos en fecha 17 de noviembre del 2024.

### Títulos por décadas en la Primera División de Paraguay
| Décadas   |                          |   |
| --------- | ------------------------ | - |
| 1906-1909 | No existía el club       | 0 |
| 1910-1919 | 4 (participa desde 1913) | 3 |
| 1920-1929 | 0                        | 4 |
| 1930-1939 | 3                        | 4 |
| 1940-1949 | 3                        | 2 |
| 1950-1959 | 1                        | 4 |
| 1960-1969 | 3                        | 4 |
| 1970-1979 | 5                        | 4 |
| 1980-1989 | 1                        | 7 |
| 1990-1999 | 4                        | 5 |
| 2000-2009 | 4                        | 1 |
| 2010-2019 | 4                        | 6 |
| 2020-act. | 2                        | 3 |

- Sin contabilizar la década en vigencia, de 11 décadas(ya que Cerro Porteño no participo en la primera década ya que no existía ): en 7 sacó ventaja Olimpia y en 4 Cerro Porteño

## Goleadas
Las primeras goleadas se produjeron en 1915, año en que se enfrentaron cinco veces. Cerro Porteño venció 5-1 en el primer choque, y Olimpia 5-0 en el segundo. Cerro Porteño se tomó revancha en el quinto, que ganó por 7-4 (en la tercera finalísima del campeonato nacional). Este último cotejo es hasta el presente el de mayor cantidad de goles en partidos oficiales del clásico. La máxima goleada registrada es de un 10-1 a favor de Olimpia en 1916, en un encuentro amistoso disputado en el Parque Caballero entre los entonces vicecampeón (Olimpia) y campeón (Cerro P.), que fue una verdadera revancha del decano. Sin embargo, la máxima goleada en partido oficial fue a favor de Cerro Porteño en 1937 por 8-1.
Del total de 369 partidos oficiales, 36 finalizaron con goleada (tres o más goles de diferencia), 19 favorables a Olimpia y 17 a Cerro Porteño (incluyendo un triunfo por walkover). En el presente siglo se han registrado seis goleadas azulgranas y dos favorables al cuadro franjeado. 
Se nombra en primer lugar al equipo vencedor, sin importar la localía. Se consigna primeramente la mayor goleada y luego las siguientes sucesivamente. Si existiera más de un partido con marcador similar, se registran según el orden de antigüedad, de más a menos 
| Cerro Porteño 8-1 Olimpia  | Campeonato Paraguayo 1937               |
| Olimpia 5-0 Cerro Porteño  | Campeonato Paraguayo 1915               |
| Olimpia 5-0 Cerro Porteño  | Campeonato Paraguayo 1953               |
| Cerro Porteño 5-0 Olimpia  | Campeonato Paraguayo 2005               |
| Cerro Porteño 5-1 Olimpia  | Campeonato Paraguayo 1915               |
| Cerro Porteño 5-1 Olimpia  | Campeonato Paraguayo 1946               |
| Olimpia 5-1 Cerro Porteño  | Copa Libertadores 1998                  |
| Cerro Porteño 5-1 Olimpia  | Liguilla Pre-Sudamericana 2004          |
| Olimpia 4-0 Cerro Porteño  | Campeonato Paraguayo 1943               |
| Cerro Porteño 4-0 Olimpia  | Campeonato Paraguayo 1961               |
| Olimpia 4-0 Cerro Porteño  | Campeonato Paraguayo 1976               |
| Olimpia 4-0 Cerro Porteño  | Clasificatorio a Copa Libertadores 1977 |
| Cerro Porteño 4-0 Olimpia  | Torneo Apertura 2022                    |
| Cerro Porteño 7-4 Olimpia  | Campeonato Paraguayo 1915               |
| Olimpia 4-1 Cerro Porteño  | Campeonato Paraguayo 1926               |
| Olimpia 4-1 Cerro Porteño  | Campeonato Paraguayo 1948               |
| Olimpia 4-1 Cerro Porteño  | Campeonato Paraguayo 1951               |
| Olimpia 4-1 Cerro Porteño  | Campeonato Paraguayo 1959               |
| Cerro Porteño 4-1 Olimpia  | Copa Libertadores 1969                  |
| Olimpia 4-1 Cerro Porteño  | Campeonato Paraguayo 1998               |
| Olimpia 4-1 Cerro Porteño  | Campeonato Paraguayo 2005               |
| Cerro Porteño 4-1 Olimpia  | Torneo Clausura 2012                    |
| Cerro Porteño W.O. Olimpia | Campeonato Paraguayo 1913               |
| Olimpia 3-0 Cerro Porteño  | Campeonato Paraguayo 1925               |
| Olimpia 3-0 Cerro Porteño  | Campeonato Paraguayo 1926               |
| Olimpia 3-0 Cerro Porteño  | Campeonato Paraguayo 1960               |
| Olimpia 3-0 Cerro Porteño  | Campeonato Paraguayo 1961               |
| Olimpia 3-0 Cerro Porteño  | Campeonato Paraguayo 1980               |
| Cerro Porteño 3-0 Olimpia  | Copa Libertadores 1981                  |
| Olimpia 3-0 Cerro Porteño  | Copa Libertadores 1991                  |
| Cerro Porteño 3-0 Olimpia  | Campeonato Paraguayo 1996               |
| Cerro Porteño 3-0 Olimpia  | Campeonato Paraguayo 1998               |
| Cerro Porteño 3-0 Olimpia  | Campeonato Paraguayo 1999               |
| Cerro Porteño 3-0 Olimpia  | Campeonato Paraguayo 2001               |
| Cerro Porteño 3-0 Olimpia  | Torneo Clausura 2021                    |
| Olimpia 3-0 Cerro Porteño  | Torneo Clausura 2024                    |

## Artilleros
- Los jugadores que marcaron en más clásicos anotaron cada uno en 7 partidos diferentes y fueron "El Nino" Arrúa de Cerro Porteño (máximo goleador, con 11 tantos) y Mauro Caballero de Olimpia (10 goles). Además entre estos goleadores "clásicos" se halla Adriano Samaniego quien marcó en 10 ocasiones contra Cerro.[17]

- Pedro Osorio de Cerro Porteño junto a Dante López y Roque Santacruz de Olimpia comparten el honor de ser los máximos goleadores en un mismo partido, con 4 dianas cada uno. El primero lo logró en 1937 (8-1), el segundo en 2005 (4-1) y el último el 24 de noviembre de 2019 (4-2).[18][19]

- Los jugadores con la mayor cantidad de goles anotados en clásicos de una misma temporada de la APF son, con 5 goles convertidos: Arístides Del Puerto (Olimpia: 1967), Rafael Bobadilla (Olimpia: 1983), Mauro Caballero (Olimpia: 1998) y Roque Santacruz (Olímpia, 2019).[17]

- El último clásico del 2012 fue singular porque en el mismo se produjeron goles de dos hermanos: Sa-Sa y Mingo Salcedo, quienes convirtieron el 1° y 4° gol de la victoria de Cerro por 4 a 1

Los goleadores más jóvenes
| Total | Nombre del jugador      | Fecha                   | Campeonato    | Resultado de encuentro                 | Edad                      |
| ----- | ----------------------- | ----------------------- | ------------- | -------------------------------------- | ------------------------- |
| 1     | Fernando Ovelar (CP)    | 4 de noviembre de 2018  | Clausura 2018 | Olimpia 2–2 Cerro Porteño (Fecha 17)   | 14 años 9 meses y 29 días |
| 2     | Sergio Díaz (CP)        | 5 de mayo de 2015       | Apertura 2015 | Olimpia 1–1 Cerro Porteño (Fecha 17)   | 17 años 1 mes y 28 días   |
| 3     | Roque Santa Cruz (O)    | 29 de noviembre de 1998 | Clausura 1998 | Olimpia 2–2 Cerro Porteño (Finalísima) | 17 años 3 meses           |
| 4     | Juan Manuel Iturbe (CP) | 1 de mayo de 2011       | Apertura 2011 | Olimpia 0–2 Cerro Porteño (Fecha 17)   | 17 años 11 meses          |

### Rachas
- La mejor marca invicta en enfrentamientos oficiales pertenece a Olimpia, con 13 partidos de imbatibilidad y la segunda mejor rachas  es de 11 partidos también perteneciente al decano.La racha invicta de 11 encuentros  corresponde a los campeonatos paraguayos de 2002 y 2003; Liguilla Pre-Libertadores 2004 y Torneo Apertura 2004.[23][24][25] Y la racha más grande  de 13 partidos invictos se da desde la fecha 6 del grupo G de la Copa Libertadores 2022  un partido disputado el 25 de mayo del 2022 con victoria decana 1 a 0  y hasta la fecha 17 del Apertura 2025.
- La mejor marca invicta en cuanto a partidos de liga también pertenece al Olimpia , con 12 juegos invictos desde la fecha 6 del Torneo Clausura 2022 disputado el 14 de agosto y la última victoria del franjeado en la jornada 17 del Torneo Apertura 2025 un partido disputado el 3 de mayo, en cuanto al ciclón su mejor racha es de 10  entre 1992 y 1995, Olimpia también logró 10 encuentros sin perder  entre octubre de 2001 y el 2004.
- La máxima cantidad de clásicos ganados de manera consecutiva es propiedad de Cerro Porteño y en dos ocasiones, con cinco cotejos entre 1986 (2-0, 2-1) y 1987 (2-0, 2-1, 1-0),[26][27] y con la misma cantidad entre 2007 (1 encuentro) y 2008 (resto).[28][29] En el caso de Olimpia, su mejor racha es de cuatro partidos seguidos, entre 1925 y 1926 (3-1 y 3-0 / 4-1 y 3-0) y entre 1980 y 1981 (2-0 / 1-0, 1-0 y 1-0).[27]
- Olimpia es el que ha pasado más tiempo de manera invicta, pues no perdió un clásico desde la primera rueda de 1921 hasta la segunda rueda de 1927.[26]
- El resultado que se ha dado en más ocasiones es el 1 a 0, el cual sucedió en 74 partidos oficiales, 65 por liga.[26]
- La última vez que uno de los clubes ganó todos los clásicos del año fue en el 2008, cuando Cerro se alzó con los dos del Apertura (1-0 y 1-2) y los dos del Clausura (1-0 y 1-3).[30]
- La temporada con mayor cantidad de clásicos disputados es 1998. Se jugaron 8 veces, 6 por el campeonato local. Esto incluye cuatro partidos disputados durante cuatro domingos consecutivos, desde el 15 de noviembre al 6 de diciembre.

### Directores técnicos
Un total de nueve técnicos han dirigido clásicos desde la banca de ambos clubes, cuatro de ellos primero a Olimpia (todos ellos extranjeros), y 5 a Cerro Porteño (4 paraguayos y 1 argentino). 
El brasileño Marcos Pavlosky es el primero de quien se poseen registros de que haya dirigido tanto a Olimpia como a Cerro, pues pasó en el primero los últimos años de la década de 1960 y en su rival los años de 1970, 1972 y 1973. 
El más recordado probablemente lo sea el fallecido Luis Cubilla, quien ganó copas locales (10) e internacionales (6) con Olimpia, pero también dirigió a otro de los más grandes de Paraguay, Cerro Porteño, durante el año 2000.
El 3 de mayo de 2015 Francisco "Chiqui" Arce se convirtió en el penúltimo que ha dirigido a ambos protagonistas del superclásico, luego de ser campeón invicto con Cerro en el Clausura 2013, tomó la batuta de Olimpia a mediados del Torneo Apertura, empatando su primer clásico con Olimpia a su cargo. Dirigiendo a Cerro Porteño había ganado dos clásicos, empatado cuatro y perdido 1 (entre 2013 y 2014), pero fue despedido justo una semana antes de un partido ante su tradicional rival.
El último que ha dirigido a ambos clubes (y primer europeo en hacerlo), es el español Fernando Jubero, quien el 4 de noviembre de 2018 se sentó por vez primera en el banco cerrista en un clásico, justamente había asumido cuando su homólogo fue despedido tras la derrota en el clásico anterior. El partido acabó 2-2

#### Los que dirigieron en clásicos para ambos clubes
Fuente:
| # | Nombre del D.T.  | Años en Cerro Porteño            | Años en Olimpia                                                                                     |
| - | ---------------- | -------------------------------- | --------------------------------------------------------------------------------------------------- |
| 1 | Marcos Pavlosky  | 1970, 1972-1973                  | 1968-1969                                                                                           |
| 2 | Egidio Landolffi | 1967-1969, 1974, 1976, 1979-1980 | 1977                                                                                                |
| 3 | Salvador Breglia | 1972-1973-1974, 1978-1979        | 1983                                                                                                |
| 4 | Sergio Markarián | 1990-1991-1992                   | 1983, 1986-1987                                                                                     |
| 5 | Luis Cubilla     | 2000                             | 1979-1980, 1982, 1984, 1988-1989-1990-1991, 1995-1996, 1997-1998-1999, 2001, 2003-2004, 2006 y 2010 |
| 6 | Carlos Kiese     | 1996 y 1998                      | 2004, 2005, 2006 y 2009                                                                             |
| 7 | Gustavo Costas   | 2005-2007                        | 2008                                                                                                |
| 8 | Francisco Arce   | 2013-2014 y 2020-2022            | 2015 y 2023                                                                                         |
| 9 | Fernando Jubero  | 2018-2019                        | 2016                                                                                                |

- Los años en negrita representan campeonatos nacionales del técnico. Además, Cubilla ganó la Libertadores en 1979 y 1990.

### Público
- El clásico con mayor cantidad de público es el del domingo 17 de abril de 1983, con 49.095 espectadores, y una recaudación de 17.769.600 guaraníes. El partido lo ganó Cerro Porteño por 2 a 1.[36] Esta es una cantidad que por ahora ya no puede ser superada en Paraguay, al no existir hasta la fecha estadio alguno en el país con la capacidad suficiente de espectadores.

- El récord de la recaudación más elevada en la historia lo tiene el segundo clásico del Clausura del 2015 (1 de noviembre, victoria de Olimpia por 1-3) con 1.460.000.00 guaraníes por 28.400 entradas vendidas.[37][38] En segundo lugar está el del Apertura 2015 (3 de mayo) con 1.370.000.000 por 25.905 boletas vendidas (asistieron 32.312 personas en total), el cual terminó empatado 1 por 1.[39] Le sigue como tercero el primer clásico del Torneo Apertura 2012 con 1.227 millones de guaraníes por 21.260 entradas vendidas, es decir, la totalidad de las habilitadas. El encuentro fue disputado en la cancha del 3 de febrero de Ciudad del Este (con Cerro P. de local), y lo ganó Olimpia por 1-0.[40] En la última fecha del mismo torneo se dio la cuarta mejor recaudación histórica, con un total de 1.038.317.306 por 27.358 boletos, pero esta vez en el Defensores del Chaco, y con victoria de Cerro por 2 a 1.[41] La quinta mejor recaudación es del Apertura 2011, con 908.600.000 de guaraníes, por 26.196 boletas vendidas. El juego lo ganó Olimpia por 2 a 1.[42]

- En cuanto a asistencia en un campeonato (completo), Olimpia obtuvo el récord en el Clausura 2015 con 259.573 asistentes y 213.860 personas pagantes, el 71% del total. El segundo lugar corresponde a Cerro Porteño campeón en 1987.[43] Así mismo, Olimpia es protagonista del partido de fútbol paraguayo con mayor recaudación, al llegar a 1.751.500.000 guaraníes por 32.672 entradas vendidas en el juego ante General Díaz, fecha 21 del Clausura 2015.[44]

## Historial de los últimos partidos
En la siguiente tabla se indican los resultados de todos los partidos oficiales entre ambos equipos desde 1991 hasta la fecha 17 del  Torneo Apertura 2025. En ese lapso han disputado un total de 163 partidos oficiales (139 por Liga, 18 por Copa Libertadores, 3 por Copas Nacionales y 3 por Clasificatorios a Copas internacionales).
Cerro Porteño ganó 49 (44 por Liga, 3 por Copa Libertadores y 2 por Clasificatorios a Copas internacionales), 
Olimpia ganó 56 (46 por Liga, 7 por Copa Libertadores, 2 por Copas Nacionales y 1 por Clasificatorios a Copas internacionales), 
Empataron 58 (49 por Liga, 8 por Copa Libertadores y 1 por Copa Nacional), 
Cerro Porteño convirtió 186 goles (162 por Liga, 16 por Copa Libertadores, 2 por Copas Nacionales y 6 por Clasificatorios a Copas internacionales), 
Olimpia convirtió 188 goles (154 por Liga, 26 por Copa Libertadores, 5 por Copas Nacionales y 3 por Clasificatorios a Copas internacionales)
*En negrita, se indica al ganador y del encuentro
| Torneos                                        | Fechas           | Local         | Resultados       | Visitante     |
| Clausura 2025                                  | 3 de agosto      | Olpimpia      | 2-3              | Cerro Porteño |
| Apertura 2025                                  | 3 de mayo        | Cerro Porteño | 1-2              | Olimpia       |
| Apertura 2025                                  | 23 de febrero    | Olimpia       | 2:1              | Cerro Porteño |
| Clausura 2024                                  | 27 de octubre    | Olimpia       | 3:0              | Cerro Porteño |
| Clausura 2024                                  | 18 de agosto     | Cerro Porteño | 1:1              | Olimpia       |
| Apertura 2024                                  | 12 de mayo       | Cerro Porteño | 1:1              | Olimpia       |
| Apertura 2024                                  | 17 de febrero    | Olimpia       | 1:1              | Cerro Porteño |
| Clausura 2023                                  | 29 de octubre    | Olimpia       | 0:0              | Cerro Porteño |
| Clausura 2023                                  | 13 de agosto     | Cerro Porteño | 1:1              | Olimpia       |
| Apertura 2023                                  | 13 de mayo       | Cerro Porteño | 2:2              | Olimpia       |
| Apertura 2023                                  | 4 de marzo       | Olimpia       | 2:2              | Cerro Porteño |
| Clausura 2022                                  | 16 de octubre    | Cerro Porteño | 1:2              | Olimpia       |
| Clausura 2022                                  | 14 de agosto     | Olimpia       | 2:0              | Cerro Porteño |
| Copa Libertadores 2022                         | 25 de mayo       | Cerro Porteño | 0:1              | Olimpia       |
| Apertura 2022                                  | 22 de mayo       | Olimpia       | 0:4              | Cerro Porteño |
| Copa Libertadores 2022                         | 5 de abril       | Olimpia       | 0:0              | Cerro Porteño |
| Apertura 2022                                  | 13 de marzo      | Cerro Porteño | 0:2              | Olimpia       |
| Supercopa Paraguay 2021                        | 12 de diciembre  | Cerro Porteño | 1:3              | Olimpia       |
| Clausura 2021                                  | 31 de octubre    | Cerro Porteño | 1:0              | Olimpia       |
| Clausura 2021                                  | 14 de agosto     | Olimpia       | 0:3              | Cerro Porteño |
| Apertura 2021                                  | 1 de mayo        | Cerro Porteño | 2:0              | Olimpia       |
| Apertura 2021                                  | 28 de febrero    | Olimpia       | 2:0              | Cerro Porteño |
| Clausura 2020(4.os de final)                   | 22 de diciembre  | Cerro Porteño | 1 (1):1 (4) pen. | Olimpia       |
| Clausura 2020                                  | 3 de diciembre   | Cerro Porteño | 1:0              | Olimpia       |
| Apertura 2020                                  | 30 de agosto     | Cerro Porteño | 2:0              | Olimpia       |
| Apertura 2020                                  | 23 de febrero    | Cerro Porteño | 1:1              | Olimpia       |
| Clausura 2019                                  | 24 de noviembre  | Olimpia       | 4:2              | Cerro Porteño |
| Clausura 2019                                  | 17 de agosto     | Cerro Porteño | 0:0              | Olimpia       |
| Apertura 2019                                  | 20 de abril      | Cerro Porteño | 1:3              | Olimpia       |
| Apertura 2019                                  | 17 de febrero    | Olimpia       | 2:2              | Cerro Porteño |
| Clausura 2018                                  | 4 de noviembre   | Olimpia       | 2:2              | Cerro Porteño |
| Clausura 2018                                  | 19 de agosto     | Cerro Porteño | 0:2              | Olimpia       |
| Apertura 2018                                  | 12 de mayo       | Cerro Porteño | 1:0              | Olimpia       |
| Apertura 2018                                  | 10 de marzo      | Olimpia       | 1:0              | Cerro Porteño |
| Clausura 2017                                  | 5 de noviembre   | Olimpia       | 2:1              | Cerro Porteño |
| Clausura 2017                                  | 26 de agosto     | Cerro Porteño | 1:1              | Olimpia       |
| Apertura 2017                                  | 21 de mayo       | Olimpia       | 2:0              | Cerro Porteño |
| Apertura 2017                                  | 12 de marzo      | Cerro Porteño | 2:1              | Olimpia       |
| Clausura 2016                                  | 6 de noviembre   | Olimpia       | 4:2              | Cerro Porteño |
| Clausura 2016                                  | 6 de agosto      | Cerro Porteño | 1:1              | Olimpia       |
| Apertura 2016                                  | 24 de abril      | Cerro Porteño | 1:2              | Olimpia       |
| Apertura 2016                                  | 21 de febrero    | Olimpia       | 0:1              | Cerro Porteño |
| Clausura 2015 (finalisima)                     | 9 de diciembre   | Cerro Porteño | 1:2              | Olimpia       |
| Clausura 2015                                  | 1 de noviembre   | Cerro Porteño | 1:3              | Olimpia       |
| Clausura 2015                                  | 8 de agosto      | Olimpia       | 0:1              | Cerro Porteño |
| Apertura 2015                                  | 3 de mayo        | Olimpia       | 1:1              | Cerro Porteño |
| Apertura 2015                                  | 1 de marzo       | Cerro Porteño | 1:0              | Olimpia       |
| Clausura 2014                                  | 9 de noviembre   | Cerro Porteño | 1:1              | Olimpia       |
| Clausura 2014                                  | 31 de agosto     | Olimpia       | 1:0              | Cerro Porteño |
| Apertura 2014                                  | 19 de julio      | Olimpia       | 0:2              | Cerro Porteño |
| Apertura 2014                                  | 23 de marzo      | Cerro Porteño | 2:2              | Olimpia       |
| Clausura 2013                                  | 10 de noviembre  | Olimpia       | 0:0              | Cerro Porteño |
| Clausura 2013                                  | 25 de agosto     | Cerro Porteño | 2:1              | Olimpia       |
| Apertura 2013                                  | 2 de junio       | Cerro Porteño | 1:1              | Olimpia       |
| Apertura 2013                                  | 30 de marzo      | Olimpia       | 1:0              | Cerro Porteño |
| Clausura 2012                                  | 27 de octubre    | Cerro Porteño | 4:1              | Olimpia       |
| Clausura 2012                                  | 4 de agosto      | Olimpia       | 0:0              | Cerro Porteño |
| Apertura 2012                                  | 8 de julio       | Olimpia       | 1:2              | Cerro Porteño |
| Apertura 2012                                  | 15 de abril      | Cerro Porteño | 0:1              | Olimpia       |
| Clausura 2011                                  | 20 de noviembre  | Cerro Porteño | 0:0              | Olimpia       |
| Clausura 2011                                  | 4 de septiembre  | Olimpia       | 1:1              | Cerro Porteño |
| Apertura 2011                                  | 1 de mayo        | Olimpia       | 0:2              | Cerro Porteño |
| Apertura 2011                                  | 26 de febrero    | Cerro Porteño | 1:2              | Olimpia       |
| Clausura 2010                                  | 31 de octubre    | Cerro Porteño | 1:1              | Olimpia       |
| Clausura 2010                                  | 22 de agosto     | Olimpia       | 2:2              | Cerro Porteño |
| Apertura 2010                                  | 2 de mayo        | Cerro Porteño | 0:0              | Olimpia       |
| Apertura 2010                                  | 28 de febrero    | Olimpia       | 3:2              | Cerro Porteño |
| Clausura 2009                                  | 15 de noviembre  | Olimpia       | 1:2              | Cerro Porteño |
| Clausura 2009                                  | 28 de agosto     | Cerro Porteño | 1:0              | Olimpia       |
| Apertura 2009 (Inicia registro según noticias) | 14 de junio      | Cerro Porteño | 1:2              | Olimpia       |
| Apertura 2009 (Estadística FIFA)               | 26 de abril      | Olimpia       | 2:0              | Cerro Porteño |
| Clausura 2008                                  | 9 de noviembre   | Olimpia       | 1:3              | Cerro Porteño |
| Clausura 2008                                  | 24 de agosto     | Cerro Porteño | 1:0              | Olimpia       |
| Apertura 2008                                  | 17 de mayo       | Olimpia       | 1:2              | Cerro Porteño |
| Apertura 2008                                  | 22 de marzo      | Cerro Porteño | 1:0              | Olimpia       |
| Clausura 2007                                  | 25 de noviembre  | Cerro Porteño | 3:1              | Olimpia       |
| Clausura 2007                                  | 22 de septiembre | Olimpia       | 2:1              | Cerro Porteño |
| Apertura 2007                                  | 29 de junio      | Cerro Porteño | 0:0              | Olimpia       |
| Apertura 2007                                  | 21 de abril      | Olimpia       | 0:1              | Cerro Porteño |
| Clausura 2006                                  | 29 de octubre    | Cerro Porteño | 1:0              | Olimpia       |
| Clausura 2006                                  | 20 de agosto     | Olimpia       | 1:1              | Cerro Porteño |
| Apertura 2006                                  | 13 de mayo       | Olimpia       | 0:1              | Cerro Porteño |
| Apertura 2006                                  | 5 de marzo       | Cerro Porteño | 1:0              | Olimpia       |
| Clausura 2005                                  | 4 de diciembre   | Cerro Porteño | 3:1              | Olimpia       |
| Clausura 2005                                  | 25 de septiembre | Olimpia       | 4:1              | Cerro Porteño |
| Apertura 2005                                  | 24 de abril      | Cerro Porteño | 5:0              | Olimpia       |
| Apertura 2005                                  | 13 de febrero    | Olimpia       | 1:1              | Cerro Porteño |
| Clausura 2004                                  | 21 de noviembre  | Olimpia       | 0:1              | Cerro Porteño |
| Clausura 2004                                  | 19 de septiembre | Cerro Porteño | 3:1              | Olimpia       |
| Presudamericana 2004                           | 10 de julio      | Olimpia       | 0:1              | Cerro Porteño |
| Presudamericana 2004                           | 4 de julio       | Cerro Porteño | 5:1              | Olimpia       |
| Apertura 2004                                  | 27 de junio      | Olimpia       | 1:1              | Cerro Porteño |
| Apertura 2004                                  | 3 de abril       | Cerro Porteño | 1:1              | Olimpia       |
| Pre-Libertadores 2004                          | 11 de noviembre  | Cerro Porteño | 0:2              | Olimpia       |
| Clausura 2003                                  | 31 de agosto     | Cerro Porteño | 0:1              | Olimpia       |
| Clausura 2003                                  | 22 de junio      | Olimpia       | 2:1              | Cerro Porteño |
| Apertura 2003                                  | 23 de febrero    | Cerro Porteño | 1:1              | Olimpia       |
| Clausura 2002                                  | 23 de octubre    | Olimpia       | 0:0              | Cerro Porteño |
| Clausura 2002                                  | 4 de agosto      | Cerro Porteño | 2:3              | Olimpia       |
| Apertura 2002 (semif.)                         | 27 de abril      | Olimpia       | 0 (3):0 (5) pen. | Cerro Porteño |
| Apertura 2002 (semif.)                         | 20 de abril      | Cerro Porteño | 0:0              | Olimpia       |
| Apertura 2002                                  | 24 de febrero    | Cerro Porteño | 0:1              | Olimpia       |
| Clausura 2001(cuartos de f.)                   | 15 de octubre    | Olimpia       | 0:1              | Cerro Porteño |
| Clausura 2001 (cuartos de f.)                  | 10 de octubre    | Cerro Porteño | 3:0              | Olimpia       |
| Clausura 2001                                  | 16 de septiembre | Cerro Porteño | 2:3              | Olimpia       |
| Apertura 2001                                  | 28 de abril      | Olimpia       | 1:1              | Cerro Porteño |
| Clausura 2000                                  | 9 de septiembre  | Olimpia       | 0:0              | Cerro Porteño |
| Apertura 2000                                  | 25 de junio      | Cerro Porteño | 2:0              | Olimpia       |
| Apertura 2000                                  | 23 de abril      | Olimpia       | 2:2              | Cerro Porteño |
| Final Camp. 1999                               | 5 de diciembre   | Cerro Porteño | 2:3              | Olimpia       |
| Final Camp. 1999                               | 28 de noviembre  | Olimpia       | 1:0              | Cerro Porteño |
| Clausura 1999                                  | 19 de septiembre | Olimpia       | 0:3              | Cerro Porteño |
| Apertura 1999(semif.)                          | 30 de mayo       | Olimpia       | 1:0              | Cerro Porteño |
| Apertura 1999                                  | 11 de abril      | Olimpia       | 3:2              | Cerro Porteño |
| Libertadores 1999 (vuelta, grupos)             | 17 de marzo      | Olimpia       | 2:2              | Cerro Porteño |
| Libertadores 1999 (ida, grupos)                | 24 de febrero    | Cerro Porteño | 4:3              | Olimpia       |
| Campeonato 1998 (final, vuelta)                | 6 de diciembre   | Olimpia       | 3:1              | Cerro Porteño |
| Campeonato 1998 (final, ida)                   | 29 de noviembre  | Olimpia       | 2:2              | Cerro Porteño |
| Clausura 1998 (final, vuelta)                  | 22 de noviembre  | Cerro Porteño | 3 (4):0 (3) pen. | Olimpia       |
| Clausura 1998 (final, ida)                     | 15 de noviembre  | Olimpia       | 4:1              | Cerro Porteño |
| Clausura 1998                                  | 27 de septiembre | Olimpia       | 0:2              | Cerro Porteño |
| Apertura 1998                                  | 10 de mayo       | Cerro Porteño | 1:1              | Olimpia       |
| Libertadores 1998 (vuelta, grupos)             | 18 de marzo      | Cerro Porteño | 1:2              | Olimpia       |
| Libertadores 1998 (ida, grupos)                | 25 de febrero    | Olimpia       | 5:1              | Cerro Porteño |
| Campeonato 1997                                | 21 de diciembre  | Cerro Porteño | 1:1              | Olimpia       |
| Campeonato 1997                                | 14 de diciembre  | Olimpia       | 1:0              | Cerro Porteño |
| Clausura 1997 (1°)                             | 27 de julio      | Olimpia       | 2 (4):2 (2) pen. | Cerro Porteño |
| Apertura 1997 (1°)                             | 22 de febrero    | Cerro Porteño | 1:3              | Olimpia       |
| Clausura 1996 (semif.)                         | 13 de noviembre  | Cerro Porteño | 3:0              | Olimpia       |
| Clausura 1996 (7°)                             | 8 de setiembre   | Olimpia       | 2:0              | Cerro Porteño |
| Apertura 1996 (7°)                             | 4 de mayo        | Cerro Porteño | 1:2              | Olimpia       |
| Libertadores 1996 (vuelta, grupos)             | 3 de abril       | Cerro Porteño | 0:0              | Olimpia       |
| Libertadores 1996 (ida, grupos)                | 13 de marzo      | Olimpia       | 1:2              | Cerro Porteño |
| Metropolitano 1995 (final, vuelta)             | 21 de diciembre  | Cerro Porteño | 1 (7):0 (8) pen. | Olimpia       |
| Metropolitano 1995 (final, ida)                | 17 de diciembre  | Olimpia       | 2:1              | Cerro Porteño |
| Metropolitano 1995 (2ª etapa)                  | 11 de octubre    | Cerro Porteño | 0:1              | Olimpia       |
| Metropolitano 1995 (1ª etapa)                  | 30 de julio      | Olimpia       | 1:0              | Cerro Porteño |
| Libertadores 1995 (grupos, vuelta)             | 21 de marzo      | Cerro Porteño | 2:2              | Olimpia       |
| Libertadores 1995 (grupos, ida)                | 15 de febrero    | Olimpia       | 1:1              | Cerro Porteño |
| T. Nacional 1994 (final, vuelta)               | 21 de diciembre  | Olimpia       | 0 (3):0 (4) pen. | Cerro Porteño |
| T. Nacional 1994 (final, ida)                  | 14 de diciembre  | Cerro Porteño | 1:1              | Olimpia       |
| T. Nacional 1994 (2ª etapa)                    | 23 de noviembre  | Olimpia       | 0:0              | Cerro Porteño |
| T. Nacional 1994 (1ª etapa)                    | 24 de julio      | Cerro Porteño | 1:0              | Olimpia       |
| Libertadores 1994 (grupos, vuelta)             | 24 de marzo      | Cerro Porteño | 1:3              | Olimpia       |
| Libertadores 1994 (grupos, ida)                | 2 de marzo       | Olimpia       | 1:0              | Cerro Porteño |
| Metropolitano 1993 (2ª ronda)                  |                  | Olimpia       | 0:0              | Cerro Porteño |
| Finalísima 1.ª ronda 1993                      |                  | Olimpia       | 0 (5):0 (4) pen. | Cerro Porteño |
| Metropolitano 1993 (1ª ronda)                  |                  | Cerro Porteño | 0:0              | Olimpia       |
| Libertadores 1993 (cuartos vuelta)             | 28 de abril      | Cerro Porteño | 0 (4):0 (2) pen. | Olimpia       |
| Libertadores 1993 (cuartos ida)                | 21 de abril      | Olimpia       | 1:1              | Cerro Porteño |
| Libertadores 1993 (grupos, vuelta)             | 10 de marzo      | Olimpia       | 1:0              | Cerro Porteño |
| Libertadores 1993 (grupos, ida)                | 5 de febrero     | Cerro Porteño | 0:0              | Olimpia       |
| Metropolitano 1992 (semifinal, vuelta)         |                  | Cerro Porteño | 1:0              | Olimpia       |
| Metropolitano 1992 (semifinal, ida)            |                  | Olimpia       | 0:0              | Cerro Porteño |
| Metropolitano 1992 (segunda ronda)             |                  | Olimpia       | 1:2              | Cerro Porteño |
| Metropolitano 1992 (primera ronda)             |                  | Cerro Porteño | 2:3              | Olimpia       |
| Torneo República 1992 (final, vuelta)          |                  | Olimpia       | 1:0              | Cerro Porteño |
| Torneo República 1992 (final, ida)             |                  | Cerro Porteño | 1:1              | Olimpia       |
| Metropolitano 1991 (semifinal)                 |                  | Olimpia       | 0:0 (3-4)        | Cerro Porteño |
| Metropolitano 1991                             |                  | Olimpia       | 1:0              | Cerro Porteño |
| Metropolitano 1991                             |                  | Cerro Porteño | 3:2              | Olimpia       |
| Libertadores 1991 (cuartos, vuelta)            | 8 de mayo        | Olimpia       | 3:0              | Cerro Porteño |
| Libertadores 1991 (cuartos, ida)               | 2 de mayo        | Cerro Porteño | 1:0              | Olimpia       |

1. ↑  Primero en campeonar con ambos clubes: 1983 y 1990